# Onódi János
Onódi János Zoltán (Csúz, 1927. november 18. – Nyitra, 1972. december 13.) szlovákiai magyar pedagógus, dékánhelyettes, főiskolai oktató, lapszerkesztő, reformkommunista.

## Élete
Sokgyermekes szegény zsellércsaládban született. A második világháború után előbb Budapesten munkás, majd az Ifjúsági Mozgalomban vesz részt, illetve kollégiumban nevelősködik.
Érettségi után 1954-ben Budapesten a Közgazdasági Egyetemen szerzett diplomát, majd pedagógiai tanulmányokat folytatott. 1955-ben hazatért szülőföldjére és 1957-1959 között a pozsonyi Pedagógiai Főiskola és a Felső Pedagógiai Iskola tanára volt. 1959-ben Nyitrára költözött, mivel a Pedagógiai Institút szervezésével bízták meg, amelynek a megnyitásától kezdve filozófiatanára és dékánhelyettese lett, vagyis a magyar részleg irányítását végezte. 1961. szeptember 15-én a felettes iskolai hatóságok utasítására Pozsonyból Nyitrára helyezik át a Szocialista Nevelés szerkesztőségét. Ekkor Turczel Lajost váltva 1968 szeptemberéig a Szocialista Nevelés főszerkesztője lett. Akkor őt Mózsi Ferenc váltotta. 1970-től a nyitrai Mezőgazdasági Főiskola melletti Marxizmus-Leninizmus Intézete Filozófiai Szekciójának vezető tanára volt.
Váratlanul egy vakbélműtét után nem ébredt fel az altatásból. Több ezren kísérték utolsó útjára szülőfaluja temetőjében.
Előbb a Népszava, majd a Dunántúli Napló szerkesztője. Diákjai és tanártársai körében rendkívüli népszerűséget és szeretetet élvezett. 1969 tavaszától a Csemadok Nyitrai Járási Bizottságának elnökévé választották, ő tartotta a nyitrai járási Csemadok 20 éves jubileumi ülését. A Csehszlovák-Szovjet Barátság Szövetsége Központi Bizottságának tagja.